# Comantenna crassa
Comantenna crassa är en kräftdjursart som beskrevs av Edward Bradford 1969. Comantenna crassa ingår i släktet Comantenna och familjen Aetideidae. Inga underarter finns listade i Catalogue of Life.